# فيسيمو-وتكينسك
فيسيمو-وتكينسك (بالروسية: Висимо-Уткинск) هي مدينة في مقاطعة سفيردلوفسك أوبلاست في روسيا.
يبلغ عدد سكانها حوالي 836 نسمة.